# Diapauze

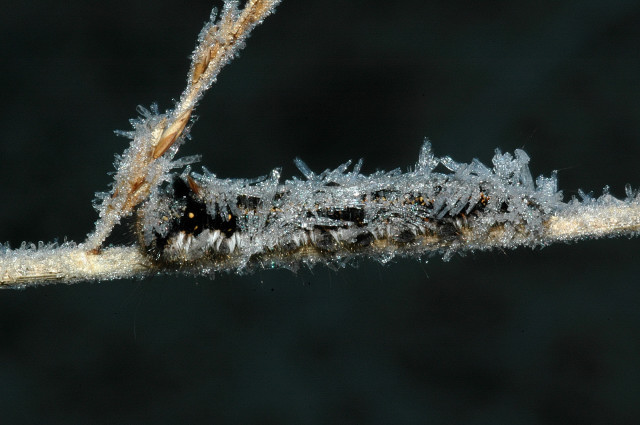
De rietvink gaat als rups in diapauze.

Diapauze is een fysiologische staat van ontwikkelingsstilstand die door heel specifieke omstandigheden begint en eindigt. Er zijn allerlei definities en contexten waarin deze term wordt gebruikt, maar het meest gebruikt wordt de term bij geleedpotigen, met name insecten. Een van de meest expliciete definities, die veel van de belangrijke eigenschappen afdekt, is de volgende:
"een neurohormonaal overgebrachte, dynamische toestand van lage activiteit van de stofwisseling. Hiermee geassocieerd worden verlaagde morfogenese, grotere weerstand tegen omgevingsextremen en veranderde of verminderde gedragsactiviteit. Diapauze vindt plaats in een in de genen vastgelegd stadium van de metamorfose, en het voltrekt zich op een specifieke manier, gewoonlijk in reactie op een aantal stimuli uit de omgeving die voorafgaan aan ongunstige omstandigheden. Als een diapauze eenmaal is begonnen wordt de metabolische activiteit onderdrukt, zelfs als de gunstige omstandigheden om te ontwikkelen toch voortduren".
Diapauze wordt niet alleen door specifieke stimuli in gang gezet, maar als de diapauze eenmaal is begonnen, kunnen ook alleen bepaalde stimuli het organisme weer uit de diapauze halen. Dit is een essentieel verschil met winterslaap.